# Yukio Mishima
Yukio Mishima (Japans: 三島由紀夫, Mishima Yukio) (Tokio, 14 januari 1925 – aldaar, 25 november 1970) was een Japans schrijver en politiek activist. Hij werd geboren als Kimitake Hiraoka (Japans: 平岡公威, Hiraoka Kimitake) en schreef romans, toneelstukken, essays, gedichten en een libretto. Mishima is bekend om zowel zijn nietsontziende naoorlogse geschriften als de omstandigheden rondom zijn zelfmoord.

## Biografie
Mishima werd geboren in de wijk Yotsuya in Tokio, als zoon van Azusa Hiraoka, onderdirecteur van het Ministerie van Visserijen in het Ministerie voor Landbouw, en Shizue Hara. Toen hij pas vijf dagen oud was, werd hij door zijn grootmoeder, Natsu Nagai, weggenomen bij zijn ouders. Nagai was oorspronkelijk afkomstig uit een familie van bushi (haar grootvader was Matsudaira Yoritaka), voedde haar kleinzoon de eerste twaalf jaren van zijn leven op in een duistere kamer. Hij kwam zelden buiten, deed niet aan sport, maar ontwikkelde wel een grote liefde voor literatuur, in het bijzonder voor Kabuki-theater. Nagai hoopte, door hem de traditionele adellijke waarden mee te geven, verder te leven in Mishima. Zijn biograaf, Henry Scott-Stokes, schreef na haar dood over Nagai: “Haar invloed op haar kleinzoon was groot geweest. Zij had hem grootgebracht als een Japans meisje, maar zij had hem ook fierheid geleerd en hem de samoerai-geest van haar voorouders ingeprent”.
De bron van Mishima’s obsessie voor fysieke pijn, bloed en dood ligt voor een groot deel in de opvoeding door Nagai. Toen hij 12 was, keerde Mishima terug naar zijn ouders. Vader Azusa Hiraoka, een ambtenaar, vond de literaire interesse van zijn zoon vrouwelijk en onderschepte vaak manuscripten uit diens kamer. Toen Mishima op 16-jarige leeftijd zijn eerste boek, Hanazakari no Mori (Het bloeiende woud), publiceerde, vonden zijn leraren het daarom beter dit onder een schuilnaam te doen en 'Yukio Mishima' werd geboren. Het verhaal verscheen oorspronkelijk in afleveringen in het literaire tijdschrift Bungei Bunka, zoals toen de gewoonte was in Japan.
Mishima deed het goed op de elitaire Peers School en behoorde tot het literaire milieu. Toen hij in september 1944 afstudeerde, ontving hij uit handen van de keizer het gindokei, zilveren horloge, als beloning voor zijn prestaties. Hij had een zwak gestel en er zou ten onrechte tuberculose bij hem zijn vastgesteld, waardoor hij - zoals hij achteraf te kennen gaf zeer tegen zijn zin - tijdens de Tweede Wereldoorlog niet de militaire dienstplicht hoefde te vervullen. Mishima kon dus gewoon blijven schrijven, terwijl hij Duits Recht studeerde aan de Keizerlijke Universiteit. In 1947 studeerde hij af in de rechtsgeleerdheid aan de Universiteit van Tokio.
Na zijn studies werkte hij bij het Ministerie van Financiën, maar hij nam binnen een jaar ontslag om zich volledig aan het schrijven en ook aan fysieke training te kunnen wijden: de weg van de pen en de weg van het zwaard, zoals ook de samoerai die kenden in de Japanse geschiedenis: die waren geduchte strijders, maar ook vaak fijngevoelige dichters. Door fanatieke beoefening van karate, kendo en bodybuilding veranderde hij van een zwakke knaap in een fiere vent, met een homo-erotisch maar ook masochistisch getinte belangstelling. Hij schreef Kamen no kokuhaku (Bekentenissen van een gemaskerde), een autobiografisch werk over een jonge homoseksueel die zich achter een masker moet verschuilen om in de samenleving te passen. Dit werk is in het Nederlands vertaald, net als onder meer Het gouden paviljoen en Een zeeman door de zee verstoten.

## Werk
Mishima schreef honderden romans, essays, gedichten, toneelstukken en zelfs een libretto. In de jaren zestig schreef Mishima een aantal van zijn succesvolste romans die door de literatuurcritici goed werden ontvangen en speelde hij in films. Zijn meesterwerk is de tetralogie Hojo no umi (De zee van de vruchtbaarheid). In de verschillende delen van dit omvangrijke werk (achtereenvolgens Haru no Yuki (Lentesneeuw, 1968), Honba (Springende paarden, 1969), Akatsuki no tera (Tempel van de dageraad, 1970) en Tennin Gosui (De degeneratie van een engel, 1970)) ontmoet het hoofdpersonage Honda in elk volgend deel de reïncarnatie van een personage van het vorige deel.
Soms had Mishima aan een krantenartikel genoeg om een volledig verhaal te schrijven. Getuige hiervan zijn Kinkakuji (Het gouden paviljoen, 1956) en Utage no ato (Na het banket, 1960). Andere romans hebben meer iets weg van een Griekse tragedie, zoals Ai no kawaki (Dorst naar liefde, 1950) en Gogo no eiko (Een zeeman door de zee verstoten, 1963).
Mishima’s stijl is zeer rijk tot barok te noemen. In de inleiding tot zijn vertaling van Kinkakuji beschreef C. Ouwehand deze taal als volgt: “Mishima’s stijl van schrijven is niet gemakkelijk, het taalgebruik grammaticaal niet altijd zuiver Japans en zijn woordkeus en voorkeur voor moeilijke, weinig gebruikte schrifttekens soms op het pretentieuze af”.
Hoewel hij er drie keer voor werd genomineerd, heeft Mishima nooit de Nobelprijs voor Literatuur gewonnen. Die eer ging in 1968 naar zijn vriend en mentor Yasunari Kawabata. Volgens Henry Scott-Stokes was de relatie tussen Mishima en Kawabata niet echt vriendschap te noemen: “Ze hadden zoiets als een literair verbond gesloten, gebaseerd op wederkerig begrip en waardering veeleer dan op vriendschap.” Die waardering blijkt onder meer uit een essay dat Mishima in 1949 over het werk van Kawabata schreef en de lovende kritieken van Kawabata op Mishima’s verhalen. Zo zorgde hij er in 1946 voor dat het verhaal Tabako (De sigaret) in het belangrijke tijdschrift Ningen werd gepubliceerd.
Mishima’s literaire carrière was zeker succesvol. Hij won verschillende andere prijzen en was (en is nog steeds) tot ver buiten Japan beroemd. Hij nam in 1948 reeds ontslag op het ministerie van financiën en vanaf dan leefde hij rijkelijk van de pen. Hij gaf veel feestjes, woonde in een kitscherige villa en onderhield zelfs een privé-leger.

## Dood

### Tate no kai
In zijn belangrijkste essay, Bunka beiron (Een verdediging van cultuur), beargumenteerde hij dat de keizer van Japan de bron was van de Japanse cultuur, waardoor het verdedigen van de keizer gelijkstond met het verdedigen van de Japanse cultuur. Mishima opperde in oktober 1967 bij studenten van het Controversy Journal het idee van een burgerleger, dat het ASDF, de Japanse luchtmacht, zou kunnen helpen bij een plotse aanval. Dit idee moest hij, onder meer door een gebrek aan steun van het ASDF zelf, al snel laten varen. Hij besloot daarom zijn eigen privéleger, de Tatenokai (Gilde van het Schild), op te richten om de keizer te beschermen. Mishima liet uniformen ontwerpen, foto’s maken en trainde studenten in een ASDF-kamp op de Fuji-berg. Op 3 november 1968 kozen de studenten (op dat moment waren dat er 40) ‘Tate no kai’ (楯の会, Gilde van het Schild) als naam voor hun legertje. De ‘soldaten’ (vanaf maart 1970 reeds honderd) kwamen elke maand samen (behalve in maart en juli, wanneer ze op trainingskamp waren) om te discussiëren en te trainen.
Mishima verzette zich tevens tegen de invloed van de westerse (met name Amerikaanse) cultuur in Japan en de daarmee samenhangende teloorgang van oude Japanse waarden en vond dat het ethos en de oude erecode van de samoerai moesten worden hersteld, inclusief die van de eervolle zelfdoding, waarover hij een boekje schreef. Hij werd hierin slechts door weinigen serieus genomen; velen vonden hem een poseur.

### Zelfmoord
Na maandenlange voorbereiding, bezocht Mishima op 25 november 1970 met vier van zijn cadetten de commandant op het hoofdkantoor van de Japanse Zelfverdedigingstroepen in Tokio. Nadat ze hem hadden vastgebonden in zijn kantoor, moesten de soldaten van het tweeëndertigste garnizoen zich onder het balkon verzamelen om naar Mishima’s toespraak te luisteren. Hij stak een rede af over vaderlandsliefde en de verloedering van het Japanse volk en zijn verdedigers (zijnde het leger), maar de soldaten waren niet geïnteresseerd in zijn ideeën.
Na deze toespraak stapte hij door een raam weer het kantoor binnen, waar hij seppuku pleegde tot ontsteltenis van de velen die zijn eerdere ontboezemingen daarover als aanstellerij hadden afgedaan. Na het zichzelf verwonden van zijn onderbuik met een tanto, werd hij onthoofd door zijn vriend Isho Morita, die daarna zelf zelfmoord pleegde.

## Media
De punkrockband The Stranglers verwijst expliciet naar Mishima in het nummer Death and Night and Blood op hun lp Black And White uit 1978.
In 1980 bracht Marguerite Yourcenar het boek Mishima of Het Visioen van de leegte uit over leven, werk en dood van Mishima. In 1985 is een film uitgebracht over zijn leven, Mishima - A Life In Four Chapters, door Paul Schrader, met muziek van Philip Glass.

## Nederlandstalige bibliografie
- Een zeeman door de zee verstoten Oorspronkelijke titel: Gogo no eiko Copyright 1963 by Kodansha. Nederlandse versie: J.M.Meulenhoff, 2007.
- Na het banket Oorspronkelijke titel: Utago no ato 1960. Nederlandse versie: Meulenhoff biblio, 1986.
- Het gouden paviljoen Oorspronkelijke titel: Kinkaku-ji 1956. Nederlandse versie: J.M. Meulenhoff, 2005.
- Bekentenissen van een gemaskerde Oorspronkelijke titel: Kamen no kokuhaku 1945. Nederlandse versie: Meulenhoff Millennium, 2009.
- Lentesneeuw. De zee van de vruchtbaarheid I Oorspronkelijke titel: Haru no yuki - deel 1 Hojo no umi. Copyright 1968 door de erfgenamen van Yukio Mishima, Tokyo. Nederlandse versie: J.M. Meulenhoff, 1990.
- Losgebroken paarden. De zee van de vruchtbaarheid II Oorspronkelijke titel: Honbâ - deel 2 Hojo no umi. Copyright 1968 door de erfgenamen van Yukio Mishima, Tokyo. Nederlandse versie: J.M. Meulenhoff, 1987.
- De Tempel van de Dageraad. De zee van de vruchtbaarheid III Oorspronkelijke titel: Akatsuki no tera - deel 3 Hojo no umi. Copyright 1970 door de erfgenamen van Yukio Mishima, Tokyo. Nederlandse versie: J.M. Meulenhoff, 1987.
- Het verval van de hemelinge. De zee van de vruchtbaarheid IV Oorspronkelijke titel: Tennin gosui - deel 4 Hojo no umi. Copyright 1971 door de erfgenamen van Yukio Mishima, Tokyo. Nederlandse versie: J.M. Meulenhoff, 1989.
- Drie verhalen Oorspronkelijke titel: Yukoku. Copyright 1961 by the Estate of Yukio Mishima. Nederlandse versie: Meulenhoff Millennium, 1990.
- Boom uit de tropen Oorspronkelijke titel: Nettaiju 1960. Nederlandse versie: International Theatre Bookshop, 1987.
- Madame de Sade Oorspronkelijke titel: Sado koshaku fujin 1965. Nederlandse versie: Uitgeverij Appel, 1989.

## Andere Bronnen

### Boeken
- Jan van Herreweghe: Literatuur uit Japan, 1989.
- John Nathan: Mishima: a biography, Boston: Little, Brown, 1974.
- Henry Scott-Stokes: The Life and Death of Yukio Mishima, Cooper Square Press, 2000.

### Cursussen
- Karel Hellemans: Inleiding tot de Japanse cultuur en literatuur, cursus KULeuven, 2007.

### Films
- Paul Schrader: Mishima: a life in four chapters (video). 1985.

- Bibsys: 90076467
- Biblioteca Nacional de Chile: 000039162
- Biblioteca Nacional de España: XX941244
- Bibliothèque nationale de France: cb119162858 (data)
- Catàleg d'autoritats de noms i títols de Catalunya: 981058510623106706
- CiNii: DA00078132
- Digitale Bibliotheek voor de Nederlandse Letteren: mish002
- Gemeinsame Normdatei: 118582755
- International Standard Name Identifier: 0000 0001 2149 6808
- Library of Congress Control Number: n79056062
- Nationale Bibliotheek van Letland: 000029944
- MusicBrainz: c4dbf00b-4a0c-40f1-ba48-639c9dd570d1
- Bibliotheek van het Japanse parlement: 00043882
- Nationale Bibliotheek van Tsjechië: jn20000604048
- Nationale bibliotheek van Australië: 35355484
- Nationale Bibliotheek van Israël: 987007265421305171
- Nationale Bibliotheek van Polen: a0000001031943
- Nationale en Universitaire bibliotheek Zagreb: 000006904
- Nederlandse Thesaurus van Auteursnamen: 068884036
- Réseau des bibliothèques de Suisse occidentale: 02-A000114575
- Russische Staatsbibliotheek: 000001452
- Istituto Centrale per il Catalogo Unico: CFIV002484
- LIBRIS: 77318
- SNAC: w60583xx
- Système universitaire de documentation: 027031888
- Trove: 923494
- Virtual International Authority File: 122035954
- WorldCat: E39PBJvHffRkpvhXxWtcykjcT3